# Abdullah Al-Owaishir
Abdullah Hussain Essa Al-Owaishir, noto come Abdullah Al-Owaishir (oppure Al-Oaisher) (Al-Hasa, 13 maggio 1991), è un calciatore saudita, portiere svincolato.

## Carriera

### Club
Cresciuto nelle giovanili dell'Al-Fateh, esordisce come professionista con questa maglia il 20 maggio 2011 nel match vinto 3-0 contro l'Al-Hazem.
Dopo tanti anni con l'Al-Fateh, nel 2018, si trasferisce all'Al-Nassr, con cui però gioca solo due partite prima di trasferirsi in prestito prima all'Ohod e poi all'Al-Shabab.
Il 16 ottobre 2020 si trasferisce gratuitamente all'Al-Wahda.
Dopo una sola stagione, in cui è stato titolare, all'Al-Wahda si trasferisce all'Al-Ettifaq per 3 stagioni, facendo il secondo portiere, per poi ritornare all'Al-Wahda, in prestito per un anno, svincolandosi alla fine della stagione.

### Nazionale
Al-Owaishir è stato convocato diverse volte dalla nazionale araba dal 2012 al 2021 senza però mai scendere in campo.

## Statistiche

### Presenze e reti nei club
Statistiche aggiornate al 26 maggio 2025.
| Stagione          | Squadra           | Campionato        | Campionato | Campionato | Coppe nazionali | Coppe nazionali | Coppe nazionali | Coppe continentali | Coppe continentali | Coppe continentali | Altre coppe | Altre coppe | Altre coppe | Totale | Totale |
| Stagione          | Squadra           | Comp              | Pres       | Reti       | Comp            | Pres            | Reti            | Comp               | Pres               | Reti               | Comp        | Pres        | Reti        | Pres   | Reti   |
| ----------------- | ----------------- | ----------------- | ---------- | ---------- | --------------- | --------------- | --------------- | ------------------ | ------------------ | ------------------ | ----------- | ----------- | ----------- | ------ | ------ |
| 2010-2011         | Al-Fateh          | SPL               | 1          | 0          | KCC+SCC         | 0+0             | 0+0             |                    | -                  | -                  |             | -           | -           | 1      | 0      |
| 2011-2012         | Al-Fateh          | SPL               | 2          | -3         | KCC+SCC         | 0+1             | 0+0             |                    | -                  | -                  |             | -           | -           | 3      | -3     |
| 2012-2013         | Al-Fateh          | SPL               | 18         | -16        | KCC+SCC         | 4+2             | -9+-4           |                    | -                  | -                  |             | -           | -           | 24     | -29    |
| 2013-2014         | Al-Fateh          | SPL               | 15         | -23        | KCC+SCC         | 0+0             | 0+0             | ACL                | 0                  | 0                  | SS          | 1           | -2          | 16     | -25    |
| 2014-2015         | Al-Fateh          | SPL               | 15         | -27        | KCC+SCC         | 0+0             | 0+0             |                    | -                  | -                  |             | -           | -           | 15     | -27    |
| 2015-2016         | Al-Fateh          | SPL               | 19         | -19        | KCC+SCC         | 1+1             | -1+-1           |                    | -                  | -                  |             | -           | -           | 21     | -21    |
| 2016-2017         | Al-Fateh          | SPL               | 21         | -34        | KCC+SCC         | 0+1             | 0+0             | ACL                | 3                  | -3                 |             | -           | -           | 25     | -37    |
| 2017-2018         | Al-Fateh          | SPL               | 3          | -8         | KCC+SCC         | 2+0             | -2+0            |                    | -                  | -                  |             | -           | -           | 5      | -10    |
| Totale Al-Fateh   | Totale Al-Fateh   | Totale Al-Fateh   | 94         | -130       |                 | 12              | -17             |                    | 3                  | -3                 |             | 1           | -2          | 110    | -152   |
| 2018-feb. 2019    | Al-Nassr          | SPL               | 1          | -2         | KCC             | 1               | 0               | ACL                | 0                  | 0                  |             | -           | -           | 2      | -2     |
| feb.-giu. 2019    | Ohod              | SPL               | 6          | -12        | KCC             | 0               | 0               |                    | -                  | -                  |             | -           | -           | 6      | -12    |
| 2019-2020         | Al-Shabab         | SPL               | 1          | 0          | KCC             | 1               | -2              |                    | -                  | -                  |             | -           | -           | 2      | -2     |
| set. 2020         | Al-Nassr          | SPL               | 0          | 0          | KCC             | 0               | 0               | ACL                | 0                  | 0                  |             | -           | -           | 0      | 0      |
| Totale Al-Nassr   | Totale Al-Nassr   | Totale Al-Nassr   | 1          | -2         |                 | 1               | 0               |                    | 0                  | 0                  |             |             |             | 2      | -2     |
| set. 2020-2021    | Al-Wahda          | SPL               | 27         | -55        | KCC             | 1               | -3              | ACL                | 1                  | -1                 |             | -           | -           | 29     | -59    |
| 2021-2022         | Al-Ettifaq        | SPL               | 3          | -4         | KCC             | 0               | 0               |                    | -                  | -                  |             | -           | -           | 3      | -4     |
| 2022-2023         | Al-Ettifaq        | SPL               | 0          | 0          | KCC             | 0               | 0               |                    | -                  | -                  |             | -           | -           | 0      | 0      |
| 2023-2024         | Al-Ettifaq        | SPL               | 0          | 0          | KCC             | 0               | 0               |                    | -                  | -                  |             | -           | -           | 0      | 0      |
| Totale Al-Ettifaq | Totale Al-Ettifaq | Totale Al-Ettifaq | 3          | -4         |                 | 0               | 0               |                    | -                  | -                  |             | -           | -           | 3      | -4     |
| 2024-2025         | Al-Wahda          | SPL               | 27         | -44        | KCC             | 1               | -1              |                    | -                  | -                  |             | -           | -           | 28     | -45    |
| Totale Al-Wahda   | Totale Al-Wahda   | Totale Al-Wahda   | 54         | -99        |                 | 2               | -4              |                    | 1                  | -1                 |             | -           | -           | 57     | -104   |
| Totale carriera   | Totale carriera   | Totale carriera   | 159        | -247       |                 | 16              | -23             |                    | 4                  | -4                 |             | 1           | -2          | 180    | -276   |

## Palmarès

### Club
- Campionato saudita: 2

Al-Fateh: 2012-2013
Al-Nassr: 2018-2019
- Supercoppa saudita: 1

Al-Fateh: 2013